# Picky
«Picky» es una canción interpretado por el cantante panameño de reguetón Joey Montana.

## Antecedentes
"Picky" fue lanzado el 23 de junio de 2015 en iTunes.

## Rendimiento
"Picky" alcanzó el número uno en la lista Airplay México el 14 de mayo de 2016. La canción Duele el Corazón del cantante español de pop latino Enrique Iglesias fue desplazada del top 1 de la lista. "Picky" se convirtió en la primera canción de Montana a ser el número uno de esta lista.
En abril de 2017, el vídeo musical de la canción ha alcanzado más de mil millones de visitas en YouTube, siendo uno los 60 vídeos más vistos de YouTube.

## Composición
"Picky" de Joey Montana tiene un tempo de 94 BPM y está en la tonalidad de G#/Ab mayor. La canción está en un compás de 4/4 y tiene una alta energía. La progresión de acordes es Ab-Fm-Db-Eb.

## Remix
Joey lanzó tres remezclas de la canción, todas ellas con Akon y Mohombi, el 11 de marzo de 2016.

## Posicionamiento en listas
| Lista (2016)               | Mejor posición |
| -------------------------- | -------------- |
| Mexico Airplay (Billboard) | 1              |

| Lista (2016)   | Mejor posición |
| -------------- | -------------- |
| Perú (Unimpro) | 11             |

## Certificaciones
| País                                                             | Certificación | Ventas   |
| ---------------------------------------------------------------- | ------------- | -------- |
| España (PROMUSICAE)                                              | 4× Platino    | 100,000  |
| Estados Unidos (RIAA)                                            | Platino       | 60,000   |
| México                                                           | Diamante      | 300,000^ |
| ^ cifras de envíos sobre la base de la certificación por sí sola |               |          |